# Gersten Pavilion
Der Gersten Pavilion ist eine Mehrzweckhalle in der US-amerikanischen Metropole Los Angeles im Bundesstaat Kalifornien. Die Halle bietet 4156 Sitzplätzen. Im Gersten Pavilion wurden bei den Olympischen Sommerspielen 1984 die Wettbewerbe im Gewichtheben veranstaltet.

## Geschichte
Der Gersten Pavilion wurde 1981 eröffnet und bildet den Kern des Sportkomplexes auf dem Campus der Loyola Marymount University. Er wurde nach Albert Gersten benannt, nachdem die Familie Gersten der größte Einzelspender für das Projekt war. Im Pavilion spielen die Mannschaften der Universität, die Loyola Marymount Lions, im College-Basketball (Männer und Frauen) und College-Volleyball (Frauen). Im Vorfeld der Olympischen Sommerspiele fanden im Gersten Pavilion die von McDonald’s gesponserten Gymnastic Classics statt, in denen die besten Turner der Sowjetunion und den Vereinigten Staaten aufeinander trafen.
Im Gersten Pavilion trainierten unter anderem die Basketballmannschaften der Los Angeles Lakers, der Los Angeles Clippers (beide NBA) und der Los Angeles Sparks (WNBA), von denen letztere gegenwärtig dort ihr Trainingszentrum hat.
Insgesamt umfasst der Gersten Pavilion 63.000 m² und bietet neben der Spielfläche auch medizinische, sowie Trainingsräumlichkeiten. Die Architektur ist funktional ausgerichtet und durch runde Säulen an den Gebäudeecken gekennzeichnet. Im Jahr 2000 wurde eine dem Standard der Zeit entsprechende Videowand installiert und 2001 eine energiesparendere Beleuchtung. Fünf Jahre später wurde der Boden der Halle komplett erneuert.

## Hank Gathers
Am 4. März 1990 erlitt Eric "Hank" Gathers, der 23-jährige Basketball-Starspieler der Loyola Marymount Lions, während eines Spiels einen Kreislaufkollaps und verstarb infolge einer Kardiomyopathie. In Gedenken an Gathers trägt die Halle den Spitznamen Hank’s House und seine Trikotnummer 44 wird nicht mehr vergeben. Sie hängt als Banner in der Halle.